# Private Media Group
Private Media Group, Inc. (NASDAQ: PRVT) — киностудия по производству порнофильмов, которую возглавляет Берт Милтон-младший, сын известного шведского порноактера и режиссёра Милтона-старшего, пионера шведской порноиндустрии.
Киностудия Private с 1994 года многократно становилась лауреатом премий AVN Awards и Eroticline Awards. Начиная с 1995 года компания стала называться Private Media Group.

## Студия
В 1965 году Милтон-старший основал в Стокгольме порнографический цветной журнал Private. В 1991 году его сын перенял компанию и переехал с ней в Сан-Кугат-дель-Вальес, пригород Барселоны. С тех пор компания стала заниматься производством фильмов для распространения на DVD и в интернете. В 1999 году Private стала первой порнографической компанией, вышедшей на биржу NASDAQ.
По состоянию на 2009 год, компания выпускает четыре журнала общим тиражом около 500 000 экз. в год, владеет четырьмя платными телеканалами для взрослых (Private Gold, Private Blue, Private Fantasy и Private Girls) и производит сексуальные игрушки.
К 2008 году компания выпустила более 1200 порнофильмов.
В 2002 году компания участвовала в аукционе по продаже Napster, но проиграла фирме Roxio.
Private создали целую систему лейблов для своей продукции, почти все фильмы объединены в серии по жанрам, направленностям, общему для всех фильмов в серии режиссёру и т. д.

## Награды студии (выборочно)
- 1994 AVN awards — «Best Foreign Feature» for Private Video Magazine 1[6]
- 1995 AVN awards — «Best Counting Video Series» for Private Video Magazine[6]
- 1995 AVN awards — «Best Foreign Feature» for Virgin Treasures 1 & 2[6]
- 1996 AVN awards — «Best Foreign Feature» for The Tower, Parts 1, 2 & 3[6]
- 1996 AVN awards — «Most Outrageous Sex Scene» for Private Video Magazine 20[6]
- 1997 AVN awards — «Best Foreign Feature» for The Pyramid, Parts 1, 2 & 3[6]
- 1998 AVN awards — «Best Foreign Feature» for The Fugitive 1 & 2[6]
- 1999 AVN awards — «Best Foreign Future» for Tatiana 1, 2 & 3[6]
- 2000 AVN awards — «Best Foreign Feature» for Amanda’s Diary 2[6]
- 2001 AVN awards — «Best Foreign Vinigrette Series» for Private XXX[6]
- 2003 AVN awards — «Best Foreign Feature» for Private Gladiator[6]
- 2004 AVN awards — «Best Foreign Feature» for The Scottish Loveknot[6]
- 2006 AVN awards — «Best Foreign Feature» for Robinson Crusoe on Sin Island[6]
- 2007 AVN awards — «Best Foreign Feature» for Porn Wars: Episode 1[6]
- 2009 AVN awards — «Best BDSM Release» for House of Sex and Domination[7]
- 2009 AVN awards — «Best Foreign Feature» for Jason Colt, Mystery of the Sexy Diamonds[7]

## Исполнители
Многие порнозвёзды дебютировали в фильмах компании или прославились благодаря им, например:
- Никки Андерсон
- Моника Ковет
- Эйнджел Дарк
- Софи Эванс
- Ребекка Линарес
- Анастасия Майо
- Сильвия Сэйнт
- Моника Свитхарт
- Дора Вентер
- Тарра Уайт
- Мишель Уайлд
- Алексис Кристал
- Стелла Кокс
- Амарна Миллер